# Dolina Sucha Orawicka

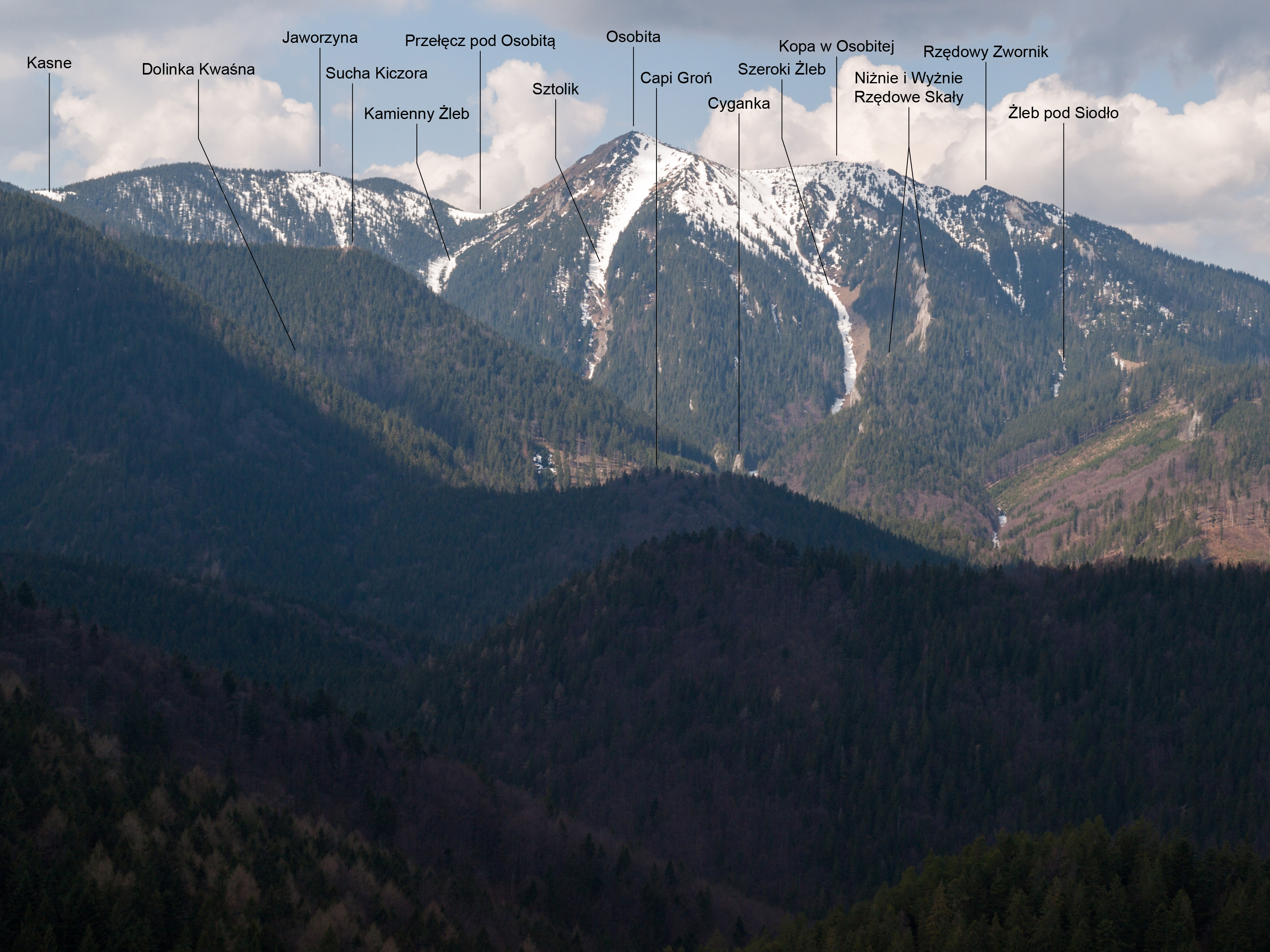
Widok z Turka na Dolinę Suchą Orawicką

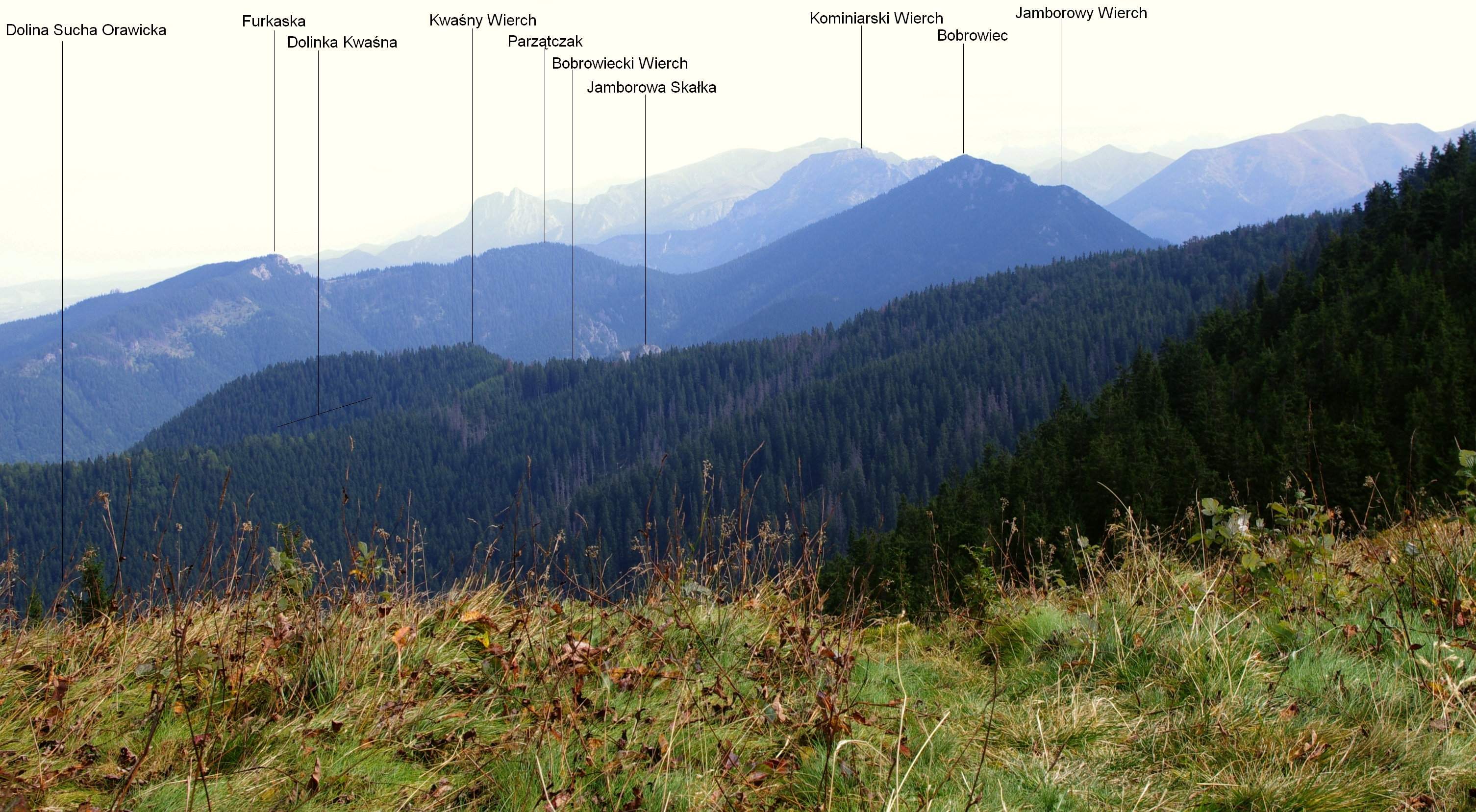
Górna część Doliny Suchej Orawickiej, widok z Przełęczy pod Osobitą

Dolina Sucha Orawicka, Sucha Dolina pod Osobitą lub po prostu Sucha Dolina (słow. Oravická Suchá dolina, Suchá dolina) – boczna, orograficznie lewa odnoga Doliny Bobrowieckiej Orawskiej w słowackich Tatrach Zachodnich.

## Topografia
Ma powierzchnię 4 km², jest największą z odnóg Doliny Bobrowieckiej i jedyną posiadającą własną nazwę. Górą podchodzi pod północno-zachodnią grań Grzesia na odcinku od Czoła po Osobitą. Orograficznie prawe obramowanie Doliny Suchej tworzy grzbiet odchodzący od Czoła, który poprzez Bobrowiecki Wierch, Kwaśny Wierch, Kiczorę Bobrowiecką i Niżni Tomkowy Przechód opada do Capiego Gronia. Obramowanie lewe tworzy krótki odcinek grani od Osobitej poprzez Kopę w Osobitej do Rzędowego Zwornika, dalej północno-wschodnią granią Rzędowego Zwornika poprzez Mihulcze Siodło i Mihulczą Czubę do Koziego Gronika.
Dolina Sucha zaczyna się na Przełęczy pod Osobitą, opada w północno-wschodnim kierunku i uchodzi do Doliny Bobrowieckiej przy polanie Waniczka, na wysokości około 850 m, tuż powyżej miejsca, w którym Dolina Bobrowiecka uchodzi do Kotliny Orawickiej. Górny odcinek doliny ma nazwę Kamienny Żleb. Dolina ma jedno orograficznie prawe odgałęzienie – Dolinkę Kwaśną oraz trzy lewe: Sztolik, Szeroki Żleb i Żleb pod Siodło. W dolnym końcu grzędy oddzielającej Szeroki Żleb od głównego ciągu Suchej Doliny wznosi się wybitna turnia Cyganka.
Wylot doliny jest wąski, wyżej jednak dolina rozszerza się wachlarzowato. Wbrew swojej nazwie dolina nie jest sucha – istnieje w niej spływ powierzchniowy. Jej dnem spływa Suchy Potok, będący dopływem Bobrowieckiego Potoku.

## Historia
Dawniej dolina była wypasana. Dokumenty z 1615 r. podają, że była ona własnością wsi Brzozowica. Jej mieszkańcy wypasali tutaj swoje stada jeszcze w XIX wieku. Główną polaną było Pańskie Szałasisko położone przy wylocie Szerokiego Żlebu. Stał na niej szałas. Jest jeszcze niewielka Szurkowa Polanka, ponad Dolinką Kwaśną również mała Kwaśna Polanka, polanka znajduje się też na Przełęczy pod Osobitą. Jak intensywny prowadzono tutaj wypas, świadczą badania prowadzone przed II wojną światową przez Zofię Hołub-Pacewiczową. Podaje ona, że w 1930 r. wypasano tutaj 200 owiec na 1 km², co świadczy o intensywności pasterstwa, ale również o żyzności pastwisk. Po utworzeniu TANAP-u wypas zniesiono.
Dolina miała też przeszłość zbójnicką, uważana była za gniazdo zbójników ukrywających się czasami w jej licznych zakamarkach. Według ludowych podań na wiosnę pierwszy pojawiał się harnaś, który na szczycie zapalał watrę. Był to umówiony sygnał zwołujący zbójników. Istniało wśród ludności silne przekonanie, że w jaskiniach Osobitej ukrywają oni zrabowane pieniądze. Tomek Gadeja np. mówił: W Suchej Dolinie, w Orawicach tam niejedna kompanija znosiła, ba pokolenia znosiły i suły na kupę. Hań som jest hrube piniądze… Poszukiwacze skarbów przetrząsali zakamarki Doliny Suchej, a najwięcej wśród nich było polskich Podhalan. W grocie Kuhnia u wylotu Dolinki Kwaśnej spędzał zimy polski zbójnik Tatar Myśliwiec. W lutym 1945 w grocie tej i w innych miejscach Doliny Suchej schronili się mieszkańcy wsi Orawice i Witanowa, gdyż wówczas przez ich miejscowości przebiegała linia frontu.
Dolina była też dawniej odwiedzana przez turystów przy okazji wycieczek na Osobitą. Jednakże górny odcinek trasy prowadzący przez Szeroki Żleb wskutek ruchu turystycznego ulegał erozji. Była to jedna z przyczyn, dla których szlak ten został przez TANAP zamknięty. Obecnie odcinek ten zarośnięty jest trudną do przebycia bujną kosodrzewiną i karłowatymi świerkami. Cała Dolina Sucha jest dla turystów niedostępna, jedynymi bywającymi w niej ludźmi są pracownicy leśni. Wyrąb drzew bowiem odbywa się, a gromadzone są one do zwózki na Szurkowej Polance, do której prowadzi dobra droga, możliwa do pokonania przez duże ciężarówki. Droga biegnie jeszcze wyżej, ma też odgałęzienie prowadzące do Dolinki Kwaśnej.